# محوطه محمودآباد
محوطه محمودآباد مربوط به متاخر دوران‌های تاریخی پس از اسلام است و در شهرستان قزوین، بخش مرکزی، روستای محمودآباد واقع شده و این اثر در تاریخ ۲۵ اسفند ۱۳۸۰ با شمارهٔ ثبت ۵۵۱۴ به‌عنوان یکی از آثار ملی ایران به ثبت رسیده است.